# Tjaša Oder
Tjaša Oder, slovenska plavalka, * 2. junij 1994, Slovenj Gradec.
Tjaša Oder je za Slovenijo nastopila na plavalnem delu Poletnih olimpijskih iger 2012 v Londonu, kjer je v disciplini 800 m prosto osvojila petindvajseto mesto. Študij dokončala na univerzi v Arizoni. Marca 2020 se je zaradi pandemije koronavirusne bolezni 2019 v Sloveniji odločila zaključiti kariero.